# A Portuguesa

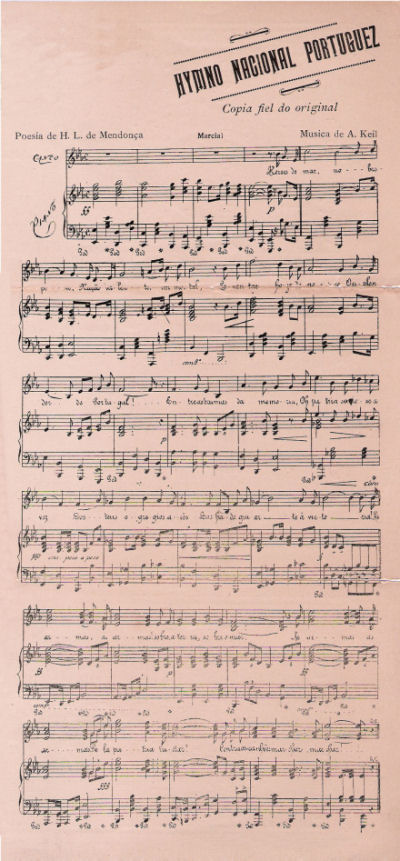
Noten zur Hymne

A Portuguesa (deutsch: „die Portugiesische“) ist die Nationalhymne Portugals. Der Text wurde 1890 von Henrique Lopes de Mendonça verfasst, die Musik komponierte Alfredo Keil, dessen Vater ein deutscher Schneider am königlichen Hofe in Lissabon und dessen Mutter Elsässerin war.
A Portuguesa wird in der portugiesischen Verfassung (Artikel 11, § 2) als Nationalhymne bestimmt. Sie ersetzte die Hymno da Carta.